# Blanka Zajícová
Blanka Zajícová (* 17. března 1971) je bývalá česká politička, v 90. letech 20. století poslankyně Poslanecké sněmovny za formaci Sdružení pro republiku - Republikánská strana Československa.

## Biografie
Je nevlastní dcerou předsedy strany Miroslava Sládka a manželkou poslaneckého a stranického kolegy Petra Zajíce. V roce 1996 se v rámci SPR-RSČ objevily kritické hlasy, že Miroslav Sládek favorizuje v politice své příbuzné.
Ve volbách v roce 1996 byla zvolena do poslanecké sněmovny za SPR-RSČ (volební obvod Západočeský kraj). Zasedala jako místopředsedkyně v sněmovním výboru pro vědu, vzdělání, kulturu, mládež a tělovýchovu. V parlamentu setrvala do voleb v roce 1998.
V komunálních volbách roku 1998 kandidovala neúspěšně do zastupitelstva hlavního města Praha za SPR-RSČ. Profesně se uvádí jako lékařka.